# Hejls Nor
Hejls Nor är en sjö i Danmark.   Den ligger i Koldings kommun i Region Syddanmark, i den södra delen av landet, 190 km väster om Köpenhamn. Sjön avvattnas genom ett kort vattendrag till Lilla Bält. Nordöst om sjön ligger fritidshusområdet Hejlsminde.
Hejls Nor ingår i Natura 2000 området Lillebælt.